# Mesene philonis
Mesene philonis is een vlindersoort uit de familie van de prachtvlinders (Riodinidae), onderfamilie Riodininae.
Mesene philonis werd in 1874 beschreven door Hewitson.